# Arthur White
Arthur White (* 11. September 1881 in England; † 27. September 1924 in Los Angeles) war ein US-amerikanischer Schauspieler.

## Leben
Whites Karriere begann 1903 mit dem Kurzfilm Life of an American Fireman; es war einer der ältesten amerikanischen Filme mit einer durchgehenden Handlung. Der Film ist eine Hommage an die Arbeit der Feuerwehr. Regie führten George S. Fleming und Edwin S. Porter. Im selben Jahr wirkte White als Produktionsassistent an den Dreharbeiten zu der Literaturverfilmung Uncle Tom’s Cabin mit, hier arbeitete er wiederum mit Edwin S. Porter zusammen.
1910 war White in der Kurzfilmkomödie Take Me Out to the Ball Game und dem Kurzwestern A Westerner's Way in jeweils einer Nebenrolle zu sehen. In den Literaturverfilmungen nach Charles Dickens The Pickwick Papers und The Adventure of the Shooting Party von 1913 verkörperte er die Rolle des Dr. Slammer.
Ob er weitere Rollen in Filmen übernahm, ist nicht bekannt. White starb 1924 im Alter von nur 43 Jahren. 